# Vicente Allanegui
Vicente Allanegui y Lusarreta (Calanda, Teruel, 23 de enero de 1868-Calanda, 6 de abril de 1948) fue un sacerdote, músico y escritor de España.

## Biografía
Hijo de un general, cursó estudios teológicos en el Seminario de Zaragoza y fue ordenado sacerdote el 24 de septiembre de 1892. 
Conocido popularmente como Mosén Vicente, es recordado por su contribución a la Semana Santa calandina, habiendo sido a comienzos del siglo XX el fundador de la Cofradía de la Dolorosa. Fue, asimismo, el autor de uno de los toques de tambor más conocidos del pueblo, la Marcha Palillera.

### LosApuntes históricos sobre la Historia de Calanda
La gran aportación de Allanegui fue de signo historiográfico, al escribir unos Apuntes históricos sobre la historia de Calanda durante mucho tiempo inéditos, obra de gran valor histórico y sociológico aparecida póstumamente en 1998, editada por el Instituto de Estudios Turolenses, el Ayuntamiento de Calanda y la Parroquia de la Esperanza de esta localidad. 

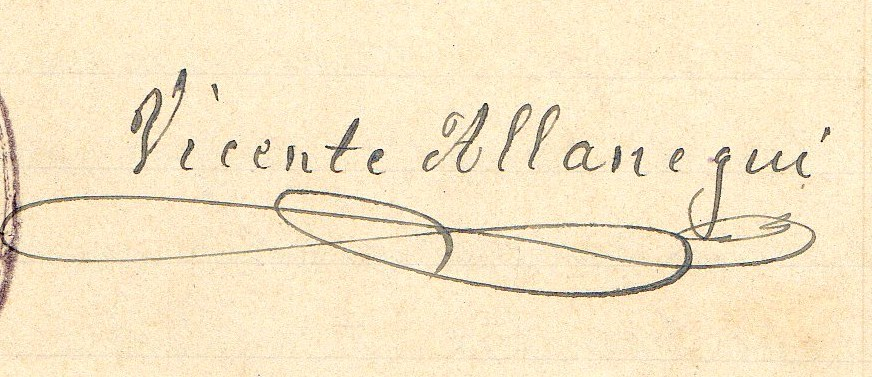
Firma de Allanegui en el (Libro de cuentas de los Mayorales del Templo de Nuestra Señora del Pilar de Calanda).

Supone esta obra un ambicioso archivo de datos y referencias, elaborado a lo largo de varias décadas, aunque sin un sistema normativo de trabajo. Es texto de erudición y de compilación, libre en la forma, pero coherente en su espíritu. Aúna desde la fuente escrita persistente hasta la mera tradición oral, de la que Allanegui fue apreciable valedor. En virtud de sus muchas informaciones, sería reutilizada mientras quedó inédita por otros historiadores, entre ellos Fray Manuel García Miralles, autor de una Historia de Calanda de más perfecto acabado formal, pero no superior en méritos.